# 嶋恭輔
嶋 恭輔（しま きょうすけ、1981年2月11日 - ）は、日本の男性ファッションモデル、俳優。
大阪府河内長野市出身。アルデンテマネージメント所属。モデルの時は名字なしのKyosuke という名前で活動している。また、韓国、香港、タイなど海外でも活動している。国内外の広告、CM、雑誌、ファッションショーをはじめ流通系のカタログやチラシ、ブライダル、ECサイトまで全てのジャンルをこなすハイブリッドなモデルである。

## 略歴
- 初芝高等学校（現・初芝立命館中学校・高等学校）卒
- 2000年、大阪経済大学経済学部在学中にモデルとしての活動を開始する。以後、CM、雑誌、広告、ファッションショーなどで活躍。
- 2003年、大学卒業と同時に上京。
- 2006年、俳優としての活動も始める。
- 2017年、モデルのshokoと結婚。
- 2024年、アルデンテマネージメントを設立。

## 出演

### 映画
- 2007年『オーバーヒート』 木下役
- 2008年『呪島』 高瀬健一郎役

### ミュージックフィルム
- AZU『YOU & I feat. LOVE LOVE LOVE』
- Clench & Blistah『真夏のMemory… feat.Foxxi misQ』
- melody.『Lovin’U』
- Lisa 『SHOWTIME』

### CM・VP
- ソニーモバイル（Xperia XZ2 Premium ）
- コカ・コーラ(ジョージア)(ビタミンガード)
- キリン
- Audi
- ホンダ自動車
- 日立製作所
- トヨタ自動車
- 日産自動車
- マツダ
- ブリヂストン
- ユニバーサル・スタジオ・ジャパン
- 損保ジャパン(D・I・Y生命保険)
- イトーヨーカドー
- 現代自動車(韓国)
- TSL jewellery 謝瑞麟（中国）

他多数

### 舞台
- 明るい結婚式の挙げ方

## モデルとしての活動

### スチール
- Marlboro
- LARK
- NTT Docomo
- HONDA
- 丸井
- NECパーソナルコンピュータ
- 三越伊勢丹
- アディダス
- リーバイス
- シックジャパン
- イオン
- ファイザー製薬
- 千趣会
- コカ・コーラ ZERO(香港）

他多数

### 雑誌
- anan
- COOL TRANS
- Gainer
- UOMO
- Ollie
- RUDO
- smart
- SmartHEAD
- POPEYE
- SpyMaster関西版（表紙）
- 百日草（表紙）
- NH（表紙）
- Tao Magazine(香港）
- EAST TOUCH magazine(香港）
- Ketchup magazine(香港）
- M magazine(香港）

他多数

### ファッションショー
- halluci
- MILKBOY
- GirlsAward
- TOKYO GIRLS COLLECTION

他多数